# Enrique Pichon Rivière
Pour les articles homonymes, voir Pichon et Rivière (homonymie).
Enrique Pichon Rivière, né à Genève le 25 juin 1907 et mort à Buenos Aires 16 juillet 1977, est un psychiatre et psychanalyste argentin d'origine suisse. Il est l'un des fondateurs de l'Association psychanalytique argentine.

## Biographie
Il est le fils d'Alphonse Pichon et sa mère est Joséphine de la Rivière. Sa famille émigre en Argentine, alors qu'il a 3 ans. Après un court séjour de la famille à Buenos Aires, il vit pendant quatre ans dans la forêt vierge au contact des indiens Guaranis, dans la province du Chaco au nord-est de l'Argentine. Son père, après avoir été militaire en Angleterre, est devenu exploitant d'une concession de terre octroyée par l'état argentin, où il tente de produire du coton, mais ses tentatives se soldent par un échec. Ceci conduit la famille à émigrer à Corrientes, ville située au bord du Paraná.
Il fait ses études de médecine à l'université de Buenos Aires et obtient son diplôme en 1936. Il exerce comme psychiatre hospitalier. Il découvre la psychanalyse par la lecture de Freud, fait une première analyse avec Ángel Garma. Il fait un premier mariage avec Arminda Aberastury théoricienne kleinienne argentine.
Il étudie l'œuvre de Lautréamont, notamment les Chants de Maldoror. Son ouvrage Psicoanálisis del Conde de Lautréamont, publié à titre posthume, comprend une conférence de 1949, et des fragments d'un cours donné à l'Instituto francés de estudios superiores, en 1946. Il écrit peu, mais l'influence de sa transmission dans le cadre de ses séminaires hebdomadaires est importante : José Bleger, Salomon Resnik, David Liberman, notamment, y assistent. Il participe, en 1942, à la fondation de l'Association psychanalytique argentine avec Ángel Garma, Marie Langer, Arnaldo Rascovsky, Celes Ernesto Cárcamo et Guillermo Ferrari Hardoy. L'APA s'affilie à l'Association psychanalytique internationale.

## Recherches
En s'inspirant de la théorisation kleinienne, il conceptualise la triade « déposant-dépôt-dépositaire », selon laquelle le patient serait « dépositaire » d'une maladie mentale, dont sa famille serait le « déposant ». Il développe également une théorisation du patient «porte-voix», notion reprise parallèlement par Piera Aulagnier puis par René Kaës, sous le terme de « porte-parole ». Il fait la connaissance de Jacques Lacan en 1955.  

## Citation
« Je pourrais dire que ma vocation pour les sciences humaines est née de la tentative de résoudre ce conflit entre deux cultures. En raison de l’émigration de mes parents de Genève au Chaco, j’ai été, dès l’âge de 4 ans, à la fois le témoin et le protagoniste de l’insertion d’un groupe minoritaire européen dans un contexte de vie primitive. Mon intérêt pour l’observation de la réalité trouve ses racines dans le mythe et la magie. » (1975)

## Ouvrages
- El Proceso Grupal, (Del psicoanálisis a la psicología Social, I), Buenos Aires, Ediciones Nueva Visión, 2001.
- La Psiquiatría, una nueva problemática, (Del psicoanálisis a la psicología Social, II), Buenos Aires, Ediciones Nueva Visión, 1983.
- Zito Lima, Vicente, Conversaciones con Enrique Pichon Rivière sobre el arte y la locura, Buenos Aires, Ediciones Cinco, 2007.
- Teoría del Vínculo, Buenos Aires, Ediciones Nueva Visión.
- El Proceso Creador, (Del psicoanálisis a la psicología Social, III), Buenos Aires, Ediciones Nueva Visión, 2001.
- Psicoanálisis del Conde de Lautrémont, Buenos Aires, Editorial Argonauta, Biblioteca de Psicoanálisis.
- Psychanalyse et psychologie sociale, Revue de psychothérapie psychanalytique de groupe, Paris, Erès
- Théorie du lien : suivi de Le processus de création  (trad. de l'espagnol, préf. Salomon Resnik), Ramonville Saint-Agne, Érès, coll. « La maison jaune », 2004, 230 p. (ISBN 2-7492-0316-3)
- Le processus groupal  (trad. de l'espagnol, préf. René Kaës), Ramonville-Saint-Agne, Érès, coll. « La maison jaune », 2004, 271 p. (ISBN 2-7492-0317-1)